# Aclou
Aclou település Franciaországban, Eure megyében. Lakosainak száma 345 fő (2022. január 1.). Aclou Boisney, Brionne, Franqueville és Nassandres sur Risle községekkel határos.

## Népesség
A település népességének változása:
| Lakosok száma | 189  | 250  | 243  | 234  | 290  | 310  | 324  | 327  | 330  | 345  |
|               | 1968 | 1982 | 1990 | 2006 | 2013 | 2015 | 2017 | 2019 | 2020 | 2022 |